# رجل الدمار (فلم)
رجل الدمار (بالإنجليزية: Demolition Man) هو فيلم أكشن وخيال علمي وإثارة تم إنتاجه في الولايات المتحدة وصدر سنة 1993، من بطولة سيلفستر ستالون، ويسلي سنايبس وساندرا بولوك.

## القصة
سايمون فينكس (ويسلي سنايبس) هو واحد من أخطر المجرمين على الإطلاق في مدينة لوس أنجلوس التي أصبحت شوارعها مليئة بأعمال العنف والإرهاب. لكن ضابط شرطة لوس أنجلوس العنيد جون سبارتان (سيلفستر ستالون) المشهور بلقب رجل الدمار يتمكن من القبض على سايمون ويرسله إلى السجن. ولسوء الحظ يتم إرسال جون أيضًا إلى السجن باعتباره شريكًا في الجريمة، وخلال فترة سجن جون يتغير مجتمع المدينة بصورة شاملة ويعم الهدوء والسلام كل شوارعها. لكن سايمون يتمكّن من الفرار من السجن ويعود مرة أخرى إلى لمدينة ويستغل هدوءها الحالي لصالحه، ولا تجد الشرطة حلًا لإيقافه بالطرق السلمية فتضطر لإخراج جون من السجن ليقوم بالقبض عليه مرة أخرى.

## الميزانية والإيرادات
كلّف الفيلم ميزانية تقدر بـ من 45 إلى 77 مليون دولار أمريكي وحقّق أرباحًا تقدر بـ 159.1 مليون دولار أمريكي.

## روابط خارجية
- رجل الدمار على موقع IMDb (الإنجليزية)
- رجل الدمار على موقع ميتاكريتيك (الإنجليزية)
- رجل الدمار على موقع روتن توميتوز (الإنجليزية)
- رجل الدمار على موقع نتفليكس (الإنجليزية)
- رجل الدمار على موقع قاعدة بيانات الأفلام العربية
- رجل الدمار على موقع ألو سيني (الفرنسية)
- رجل الدمار على موقع Turner Classic Movies (الإنجليزية)
- رجل الدمار على موقع أول موفي (الإنجليزية)
- رجل الدمار على موقع بوكس أوفيس موجو (الإنجليزية)
- رجل الدمار على موقع فيلمافينيتي (الإسبانية)
- رجل الدمار على IMDb
- رجل الدمار على Rotten Tomatos
- رجل الدمار على AllMovie
- رجل الدمار على Metacritic